# Station Beauly
Station Beauly (Engels: Beauly railway station) is het spoorwegstation van de Schotse plaats Beauly. Het station ligt aan de Far North Line en is geopend in 1874.

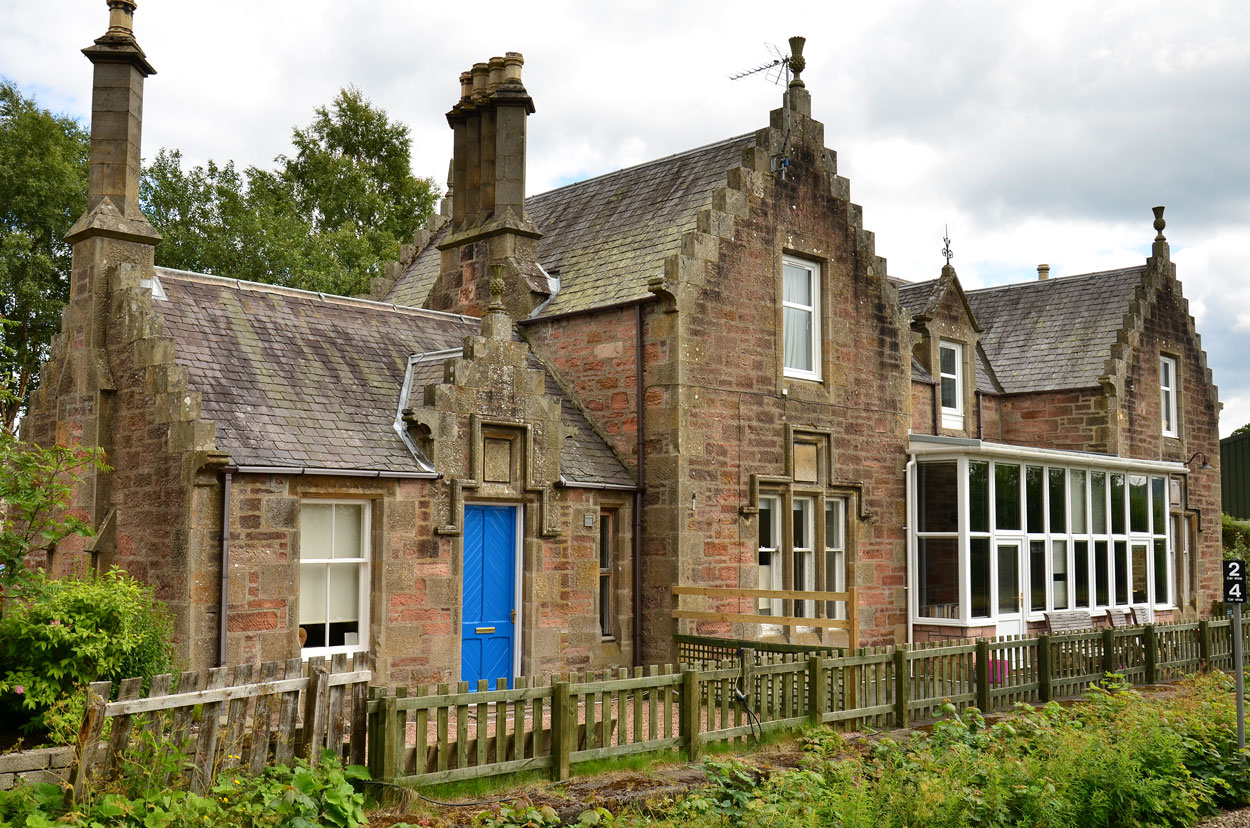
Voormalig stationsgebouw, 2011